# Засыпкин, Павел Сергеевич
Павел Сергеевич Засыпкин (Пустой шаблон {{ВД-Преамбула}} ) — российский хоккеист, нападающий.

## Биография
Уроженец Свердловска, воспитанник тюменского хоккея. Играл в командах «Газовик» и «Рубин-2» (Тюмень, 2000/01), «Газовик» Тюмень (2001/02 — 2004/05, 2005/06 — 2006/07, 2008/09), «Газовик-Универ» (2001/02 — 2004/05, 2005/06), «Динамо-Энергия» Екатеринбург (2004/05), «Металлург» Новокузнецк (7 матчей в Суперлиге-2007/08), «Юность» Минск (6 матчей в чемпионате Беларуси-2007/08), «Автомобилист» Екатеринбург (2007/08), «Югра» Ханты-Мансийск (2008/09), в клубах чемпионата Казахстана «Бейбарыс» Атырау (2009/10 — 2011/12), «Иртыш» Павлодар и «Арлан» Кокшетау (2012/13), «Алматы» (2013/14).
Серебряный призёр хоккейного турнира зимней Универсиады 2007 года.
Двукратный чемпион (2011, 2012), серебряный (2010), бронзовый призер (2013) чемпионата Казахстана. Лучший снайпер высшей лиги России-2006/07.